# تعلم الآلة

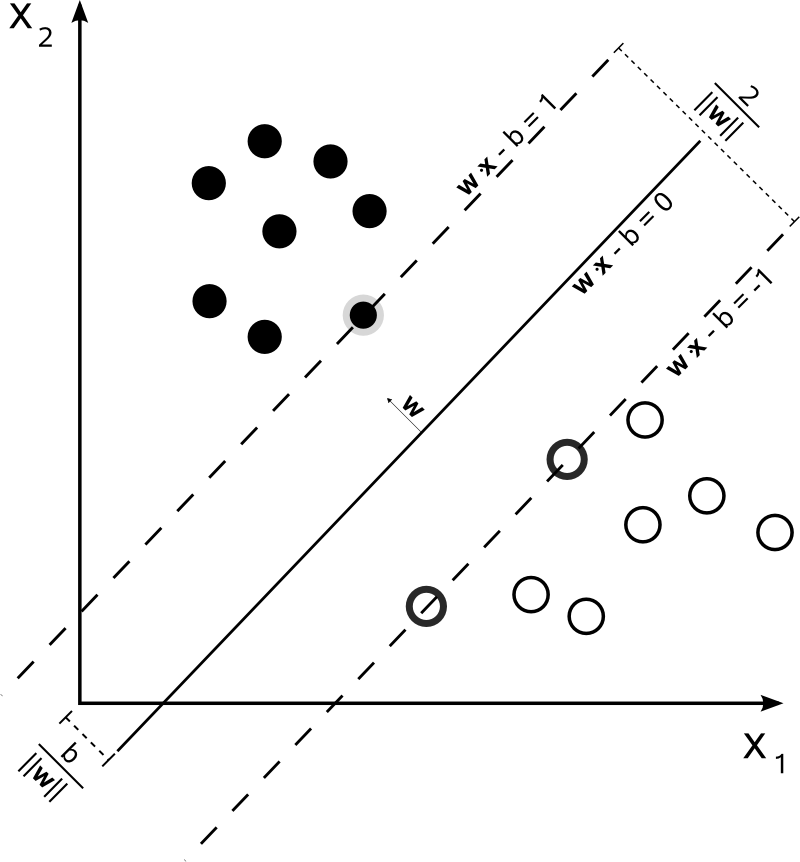
شعاع الدعم الآلي أحد أشهر المصنفات

تعلّم الآلة (بالإنجليزية: Machine Learning) هو أحد فروع الذكاء الاصطناعي التي تهتم بتصميم وتطوير خوارزميات وتقنيات تسمح للحواسيب بامتلاك خاصية «التعلم». بشكل عام هناك مستويين من التعلم: الاستقرائي والاستنتاجي. يقوم الاستقرائي باستنتاج قواعد وأحكام عامة من البيانات الضخمة. المهمة الأساسية لتعلم الآلة هو استخراج معلومات قيمة من البيانات، بالتالي هو قريب جدا من التنقيب في البيانات (بالإنجليزية: data mining) والإحصاء والمعلوماتية النظرية. يستخدم تعلم الآلة في العديد من المجالات من الهندسة إلى الطب.
يتضمن تعلم الآلة عدداً كبيراً من حقول التطبيقات: معالجة اللغات الطبيعية (بالإنجليزية: natural language processing) وتمييز الأنماط (بالإنجليزية: syntactic pattern recognition) ومحركات البحث (بالإنجليزية: search engines) والتشخيص الطبي والمعلوماتية الحيوية والمعلوماتية الكيميائية، تصنيف تسلسلات الحمض النووي (DNA)، تعرّف الكلام (بالإنجليزية: speech recognition) وتمييز الكتابة handwriting recognition، وحتى تمييز الأشياء (بالإنجليزية: object recognition)، رؤية الحاسوب (بالإنجليزية: computer vision) الألعاب الإستراتيجية وتحريك الروبوت (بالإنجليزية: robot locomotion).

## تاريخ
اِستَخدم آرثر صموئيل مصطلح «تعلم الآلة» أول مرة في عام 1959، وهو أمريكي عمل في شركة آي بي إم. كان تعلم الآلة في الستينيات يستخدم في الغالب لتصنيف الأنماط.

## تعريف
قد وفَر توم م. ميتشيل تحديداً مقتبساً واسعة الاقتباس: يقال أَنَّ برنامجا حاسوبياً «يتعلَّم» من خبرة 'x' بالنسبة إلى صنف ما من الأَشغال 'y' وبالنسبة إِلى مقياس الإتمامِ z. إذا تحسَن إتمام البرنامج على أشغال في 'y' بعد خبرة 'x'، بمقياس z' .

## أنواع طرق تعلم الآلة
تُصنف خورازميات تعلم الآلة إلى عدة أنواع:
- التعلم بالإشراف (Supervised Learning): وهو أحد أشهر أنواع تعلم الآلة ويقوم على وجود بيانات وقرائتها الصحيحة عند وقت التعلم بحيث تشكل هذه البيانات امثلة حقيقية يمكن للنموذج التعلم منها.
- شبه التعلم بالإشراف (Semi-supervised learning): وهو عند وجود بيانات مع قرائنها الصحيحة ولكنها محدودة أو غير مكتملة.
- التعلم بدون إشراف (Unsupervised Learning): وهو تعلم يَنتُج عن وجود بيانات بدون قرائنها الصحيحة ومن أشهر أنواع التعلم بدون إشراف هو التحليل العنقودي Clustering.
- التعلم المعزز (Reinforcement learning): وهو أحد أنواع التعلم بدون إشراف، وفيه تتفاعل الآلة مع البيئة وتبني خبراتها بناءً على هذا التفاعل يعتبر التعليم المعزز من أنواع التعليم الواعدة والتي قد يكون لها نصيب كبير في حل مسائل معقدة في المستقبل. يجب استخدام التعليم المعزز عندما تكون البئية غير معروفه والا فانه سوف يحتاج الكثير من المصادر الحسابية بدون جدوى فعلية لعملية التعليم۔